# چلن‌اوشاغی (کوزان)
چلن‌اوشاغی (به ترکی استانبولی: Çelenuşağı) یک منطقهٔ مسکونی در ترکیه است که در قوزان (ترکیه) واقع شده‌است.